# Winfried Bischoff
Pour les articles homonymes, voir Bischoff.
Sir Winfried Franz Wilhen Bischoff, né le 10 mai 1941 et mort le 25 avril 2023, est un homme d'affaires allemand, plus connu sous le nom de Win Bischoff, président de Citigroup. 
Il exerce auparavant par intérim la fonction de PDG de la même entreprise après que Chuck Prince a annoncé son départ le 4 novembre 2007. Vikram Pandit lui succède le 11 décembre 2007.

## Biographie

### Formation
Winfried Bischoff naît à Aix-la-Chapelle en Allemagne et il étudie, pendant son enfance, à Cologne et Düsseldorf. En 1955, il déménage à Johannesbourg (Afrique du Sud) où il décroche un Bachelor of Commerce à l'université du Witwatersrand en 1961.

### Carrière
Winfried Bischoff intègre le Département International de la Chase Manhattan Bank et y reste de 1962 à 1963. En 1966, il rejoint la division Finance de J. Henry Schroder & Co. Limited à Londres. En 1971, il devint directeur exécutif de Schroders Asia Limited à Hong Kong et directeur exécutif de Schroders plc en décembre 1984 et président de ce même groupe en mai 1995. Schroders plc ne pèse alors que 30 millions de livres quand il en prend les rênes ; en 2000 ce groupe est acquis pour 1,3 milliard de livres par Citi par l'intermédiaire de sa filiale Smith Barney. La nouvelle compagnie d'investissement est pour un temps nommé Schroder Salomon Smith Barney. Bischoff rejoint Citi en tant que président de Citigroup Europe et devient membre du Comité Opérationnel de Citigroup Inc. jusqu'à ce qu'il devienne président de Citigroup en novembre 2007. 
Les efforts de Bischoff pour augmenter de façon importante l'influence de Schroders conduisent à son anoblissement par la reine du Royaume-Uni en 2000 qui le fait chevalier (à l'instar du fondateur de Virgin Richard Branson).
Il est aussi directeur non-exécutif de McGraw-Hill, Eli Lilly, Land Securities, Abank and Prudential.

### Mort
Win Bischoff meurt le 25 avril 2023 à l'âge de 81 ans.